# Sci di fondo ai V Giochi olimpici invernali
Nello sci di fondo ai V Giochi olimpici invernali di Sankt Moritz del 1948 furono disputate tre gare, tutte maschili: la 50 km, la 18 km e la staffetta 4x10 km. Le medaglie assegnate furono ritenute valide anche ai fini dei Campionati mondiali di sci nordico 1948.

## Calendario
| Sci di fondo ai V Giochi olimpici invernali | Sci di fondo ai V Giochi olimpici invernali | Sci di fondo ai V Giochi olimpici invernali | Sci di fondo ai V Giochi olimpici invernali | Sci di fondo ai V Giochi olimpici invernali | Sci di fondo ai V Giochi olimpici invernali | Sci di fondo ai V Giochi olimpici invernali | Sci di fondo ai V Giochi olimpici invernali | Sci di fondo ai V Giochi olimpici invernali | Sci di fondo ai V Giochi olimpici invernali | Sci di fondo ai V Giochi olimpici invernali |
| Eventi / Giorni                             | Gennaio/Febbraio 1948                       | Gennaio/Febbraio 1948                       | Gennaio/Febbraio 1948                       | Gennaio/Febbraio 1948                       | Gennaio/Febbraio 1948                       | Gennaio/Febbraio 1948                       | Gennaio/Febbraio 1948                       | Gennaio/Febbraio 1948                       | Gennaio/Febbraio 1948                       | Gennaio/Febbraio 1948                       |
| Eventi / Giorni                             | 30                                          | 31                                          | 1                                           | 2                                           | 3                                           | 4                                           | 5                                           | 6                                           | 7                                           | 8                                           |
| ------------------------------------------- | ------------------------------------------- | ------------------------------------------- | ------------------------------------------- | ------------------------------------------- | ------------------------------------------- | ------------------------------------------- | ------------------------------------------- | ------------------------------------------- | ------------------------------------------- | ------------------------------------------- |
| 18 km                                       |                                             | Finale                                      |                                             |                                             |                                             |                                             |                                             |                                             |                                             |                                             |
| 50 km                                       |                                             |                                             |                                             |                                             |                                             |                                             |                                             | Finale                                      |                                             |                                             |
| Staffetta                                   |                                             |                                             |                                             |                                             | Finale                                      |                                             |                                             |                                             |                                             |                                             |

## Podi
| Evento                       | Oro                                                              | Perform. | Argento                                                               | Perform. | Bronzo                                                      | Perform. |
| 18 km (dettagli)             | Martin Lundström                                                 | 1:13'50" | Nils Östensson                                                        | 1:14'22" | Gunnar Eriksson                                             | 1:16'06" |
| 50 km (dettagli)             | Nils Karlsson                                                    | 3:47'48" | Harald Ericson                                                        | 3:52'20" | Benjam Vanninen                                             | 3:57'28" |
| Staffetta 4x10 km (dettagli) | Svezia Nils Östensson Nils Täpp Gunnar Eriksson Martin Lundström | 2:32'08" | Finlandia Lauri Silvennoinen Teuvo Laukkanen Sauli Rytky August Kiuru | 2:41'06" | Norvegia Erling Evensen Olav Økern Reidar Nyborg Olav Hagen | 2:44'33" |

## Medagliere
| Posizione | Paese     |   |   |   | Totale |
| --------- | --------- | - | - | - | ------ |
| 1         | Svezia    | 3 | 2 | 1 | 6      |
| 2         | Finlandia | 0 | 1 | 1 | 2      |
| 3         | Norvegia  | 0 | 0 | 1 | 1      |
| Totale    | Totale    | 3 | 3 | 3 | 9      |